# Vencer Sarthe
Der Vencer Sarthe ist ein Sportwagen des niederländischen Automobilherstellers Vencer.

## Geschichte
Angekündigt wurde das Fahrzeug Mitte 2012, einen ersten Prototyp zeigte der Hersteller auf der Top Marques 2013 in Monaco. Das Serienmodell wurde im Herbst 2014 präsentiert und kam 2015 zu Preisen ab 270.882 Euro (zzgl. Steuern) in den Handel. Wenige Fahrzeuge sollen gefertigt worden sein, ehe der Hersteller Konkurs anmelden musste.
Das Fahrzeug ist nach dem französischen Département Sarthe und der Rennstrecke Circuit de la Sarthe, auf der das 24-Stunden-Rennen von Le Mans stattfindet, benannt.

## Technische Daten
Der Sportwagen ist mit einem 6,3-Liter-V8-Mittelmotor von General Motors ausgestattet, der 457 kW (622 PS) leistet und ein maximales Drehmoment von 838 Nm abgibt. Er hat ein 6-Gang-Schaltgetriebe und Hinterradantrieb und beschleunigt in 3,6 Sekunden auf 100 km/h. Die Höchstgeschwindigkeit beträgt 338 km/h.
|                                             | Vencer Sarthe          |
| Bauzeitraum                                 | 2015                   |
| Motorkenndaten                              |                        |
| Motortyp                                    | V8-Ottomotor           |
| Motoraufladung                              | Kompressor             |
| Hubraum                                     | 6300 cm³               |
| max. Leistung bei min−1                     | 457 kW (622 PS) / 6500 |
| max. Drehmoment bei min−1                   | 838 Nm / 4000          |
| Kraftübertragung                            |                        |
| Antrieb, serienmäßig                        | Hinterradantrieb       |
| Getriebe, serienmäßig                       | 6-Gang-Schaltgetriebe  |
| Messwerte                                   |                        |
| Höchstgeschwindigkeit                       | 338 km/h               |
| Beschleunigung, 0–100 km/h                  | 3,6 s                  |
| Leergewicht                                 | 1390 kg                |
| Tankinhalt                                  | 65 l                   |
| Kraftstoffverbrauch auf 100 km (kombiniert) |                        |
| CO2-Emissionen (kombiniert)                 |                        |